# Arctornis arbor-christi
Arctornis arbor-christi är en fjärilsart som beskrevs av Lambertus Johannes Toxopeus. Arctornis arbor-christi ingår i släktet Arctornis och familjen tofsspinnare. Inga underarter finns listade i Catalogue of Life.